# Who Made Who
Who Made Who je album australské hard rockové kapely AC/DC vydané v roce 1986 jako soundtrack k filmu Stephena Kinga Maximum Overdrive. Tři písně, "Who Made Who", instrumentální "D.T." a "Chase the Ace" jsou novinky, zbývající písně jsou obsaženy na dříve vydaných albech. Jedna píseň pochází z éry Bona Scotta, ostatní pochází z Johnsonovy éry. Album se umístilo na 11. místě britského a 33. místě amerického žebříčku.
Spolu s albem byla vydána videokazeta s videoklipy k písním "Who Made Who", "You Shook Me All Night Long", "Shake Your Foundations", "Hells Bells" a nahrávku živého provedení písně "For Those About to Rock (We Salute You)" pořízenou v Detroitu v roce 1983.

## Seznam skladeb

### Album
Autory jsou A. Young, M. Young a B. Johnson, pokud není uvedeno jinak.
1. "Who Made Who" – 3:26 (Videoklip)
2. "You Shook Me All Night Long" – 3:30
3. "D.T." (A. Young, M. Young) – 2:53
4. "Sink the Pink" – 4:13
5. "Ride On" (A. Young, M. Young, Scott) – 5:51
6. "Hells Bells" – 5:12 (Živý záznam písně)
7. "Shake Your Foundations" – 4:10 (CD) 3:53 (vinyl)
8. "Chase the Ace" (A. Young, M. Young) – 3:01
9. "For Those About to Rock (We Salute You)" – 5:53 (Videoklip)

- Skladby 3 a 8 jsou instrumentální.
- Vinylová verze alba Who Made Who obsahuje kratší verzi písně "Shake Your Foundations," CD obsahuje verzi z alba Fly on the Wall.

### Video
1. "Who Made Who"
2. "You Shook Me All Night Long"
3. "Shake Your Foundations"
4. "Hells Bells"
5. "For Those About to Rock (We Salute You)"

## Obsazení
- Brian Johnson – zpěv
- Bon Scott – zpěv písně „Ride On“
- Angus Young – kytara
- Malcolm Young – kytara, doprovodný zpěv
- Cliff Williams – baskytara, doprovodný zpěv
- Mark Evans – baskytara v písni „Ride On“
- Simon Wright – bicí
- Phil Rudd – bicí v písních "You Shook Me All Night Long", "Ride On", "Hells Bells" a "For Those About to Rock (We Salute You)"